# Puścizna koło Wróblówki

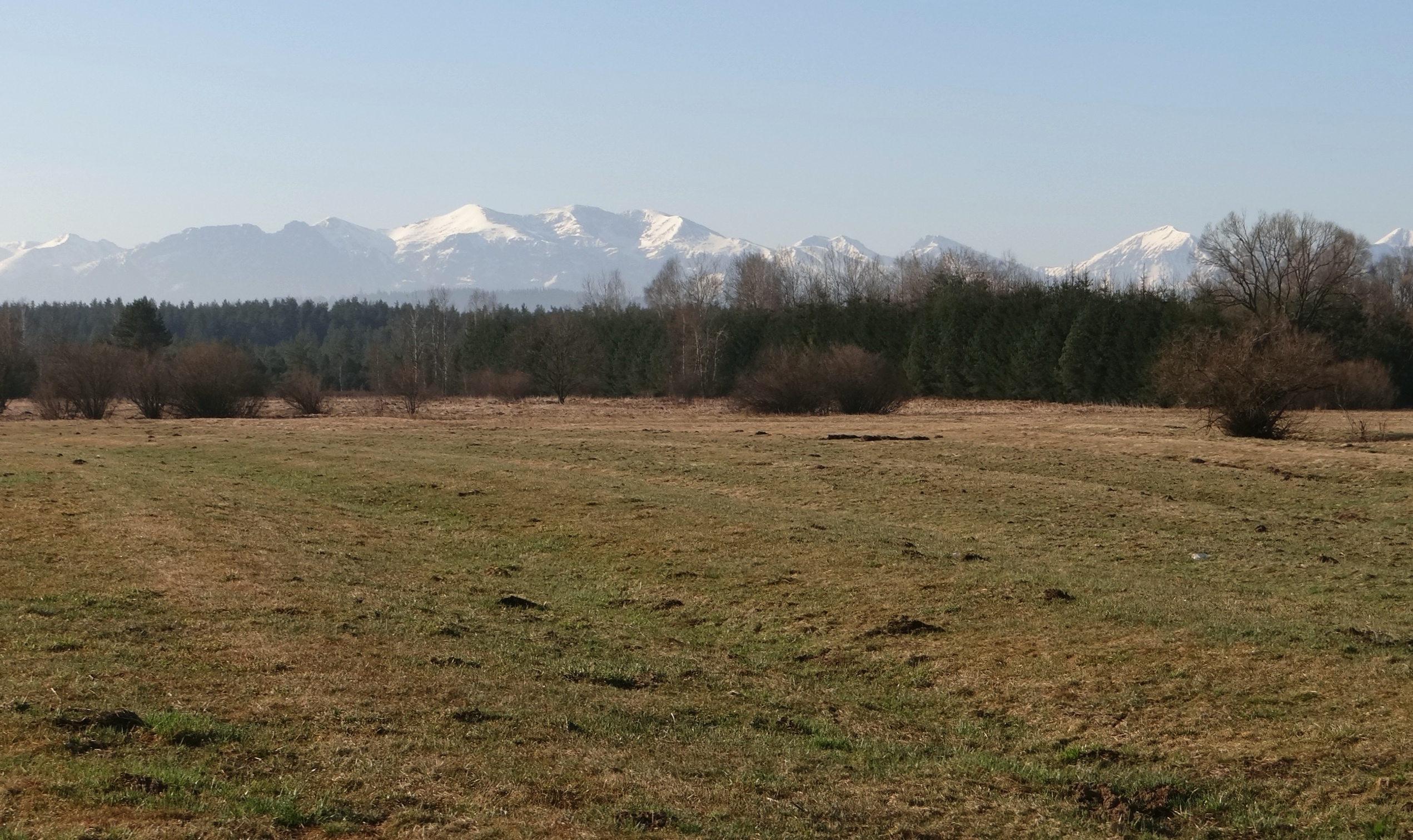
Łąki i porośnięta lasem puścizna

Puścizna koło Wróblówki – torfowisko w Kotlinie Orawsko-Nowotarskiej, między miejscowościami Wróblówka i Długopole w województwie małopolskim, w powiecie nowotarskim, w gminie Czarny Dunajec. Położone jest na średniej wysokości 631 m, na obszarze niezabudowanym, wśród łąk i pól uprawnych tych miejscowości. Od zachodniej, północnej i wschodniej strony torfowisko otoczone jest opaskowymi rowami melioracyjnymi odprowadzającymi wodę do Czarnego Potoku. Obecnie torfowisko w większości porasta bór bagienny.
Na Orawie pustaciami lub puściznami nazywa się rozległy kompleks torfowisk, bagien, trzęsawisk, podmokłych łęgów i bagiennych lasów sosnowych, ciągnący się od Suchej Góry na Słowacji po Ludźmierz. Rosną na nich gatunki roślin typowe dla torfowisk, rzadkie jednak w Karpatach. Na puściźnie koło Wróblówki roślinami tymi są bagno zwyczajne i żurawina drobnoowocowa. Planuje się utworzenie na Kotlinie Nowotarskiej specjalnych obszarów ochrony pod nazwą „Torfowiska Orawsko-Nowotarskie”. Mają one objąć obszar 8255,62 ha.